# إليزابيث باتريك
إليزابيث باتريك (بالإنجليزية: Elizabeth Patrick)‏ هي موجهة قوارب ‏ أسترالية، ولدت في 2 مارس 1985 في ملبورن في أستراليا.

## وصلات خارجية
- إليزابيث باتريك على موقع الاتحاد الدولي للتجديف (الإنجليزية)
- إليزابيث باتريك على موقع اللجنة الأولمبية الدولية (الإنجليزية)
- إليزابيث باتريك على موقع أوليمبيديا (الإنجليزية)
- إليزابيث باتريك على موقع اللجنة الأولمبية الأسترالية (الإنجليزية)